# Leichtathletik-U23-Europameisterschaften 1997
Die 1. Leichtathletik-U23-Europameisterschaften wurden vom 10. bis 13. Juli 1997 im Paavo-Nurmi-Stadion in der finnischen Stadt Turku abgehalten, der Geburtsstadt von Paavo Nurmi.

## Teilnehmer
Es nahmen 729 Athleten aus 37 Ländern teil.

## Ergebnisse Männer

### 100 m
| Platz | Athlet             | Land | Zeit (s)         |
| ----- | ------------------ | ---- | ---------------- |
| 1     | Angelos Pavlakakis | GRE  | 10,18            |
| 2     | Carlos Calado      | POR  | 10,29            |
| 3     | Marlon Devonish    | GBR  | 10,32            |
| 4     | Gábor Dobos        | HUN  | 10,36            |
| 5     | Patrik Lövgren     | SWE  | 10,42            |
| 6     | Jamie Henthorn     | GBR  | 10,46            |
| 7     | Marcin Krzywański  | POL  | 10,57            |
| 8     | Ivan Šlehobr       | CZE  | 10,59            |
| …     |                    |      |                  |
| …     | Cédric Grand       | SUI  | 10,47 Halbfinale |
| …     | Patrick Weimer     | GER  | 10,51 Halbfinale |
| …     | Uwe Eisenbeis      | GER  | 10,70 Qualif.    |
| …     | Hans-Peter Welz    | AUT  | 10,95 Qualif.    |

Wind: +2,8 m/s

### 200 m
| Platz | Athlet             | Land | Zeit (s)         |
| ----- | ------------------ | ---- | ---------------- |
| 1     | Julian Golding     | GBR  | 20,46            |
| 2     | Alessandro Attene  | ITA  | 20,68            |
| 3     | Ryszard Pilarczyk  | POL  | 20,87            |
| 4     | Paul Brizzel       | IRL  | 20,99            |
| 5     | Daniel Money       | GBR  | 20,99            |
| 6     | Venancio José      | ESP  | 21,13            |
| 7     | Gábor Dobos        | HUN  | 21,14            |
| 8     | Jean David Bastien | FRA  | 21,14            |
| …     |                    |      |                  |
| …     | Uwe Eisenbeis      | GER  | 21,11 Halbfinale |
| …     | Hans-Peter Welz    | AUT  | 21,38 Halbfinale |
| …     | Aldo Tonazzi       | SUI  | 21,46 Halbfinale |
| …     | Patrick Clerc      | SUI  | 21,49 Halbfinale |
| …     | Martin Lachkovics  | AUT  | 21,48 Qualif.    |

Wind: +0,3 m/s

### 400 m
| Platz | Athlet             | Land | Zeit (s) |
| ----- | ------------------ | ---- | -------- |
| 1     | Mark Hylton        | GBR  | 45,71    |
| 2     | Piotr Haczek       | POL  | 45,72    |
| 3     | Kjell Provost      | BEL  | 45,99    |
| 4     | Quincy Douglas     | NOR  | 46,47    |
| 5     | Jimisola Laursen   | SWE  | 46,48    |
| 6     | Richard Knowles    | GBR  | 46,63    |
| 7     | Carlos Gachanja    | GER  | 46,80    |
| 8     | Piotr Długosielski | POL  | 46,91    |

### 800 m
| Platz | Athlet             | Land | Zeit (min)         |
| ----- | ------------------ | ---- | ------------------ |
| 1     | Andrea Longo       | ITA  | 1:46,49            |
| 2     | André Bucher       | SUI  | 1:47,13            |
| 3     | Grzegorz Krzosek   | POL  | 1:47,45            |
| 4     | Tim Rogge          | BEL  | 1:47,77            |
| 5     | James Nolan        | IRL  | 1:47,98            |
| 6     | Viktors Lācis      | LAT  | 1:48,49            |
| 7     | Artem Mastrow      | RUS  | 1:48,74            |
| 8     | Wojciech Kałdowski | POL  | 1:49,48            |
| …     |                    |      |                    |
| …     | Felix Leiter       | GER  | 1:50,13 Halbfinale |

### 1500 m
| Platz | Athlet           | Land | Zeit (min) |
| ----- | ---------------- | ---- | ---------- |
| 1     | Reyes Estévez    | ESP  | 3:42,37    |
| 2     | Carlos García    | ESP  | 3:43,24    |
| 3     | Alexandru Vasile | ROU  | 3:43,36    |
| 4     | Dirk Heinze      | GER  | 3:44,81    |
| 5     | Juha Kukkamo     | FIN  | 3:45,16    |
| 6     | David Salvati    | FRA  | 3:45,25    |
| 7     | Andrew Walker    | IRL  | 3:45,85    |
| 8     | Sami Valtonen    | FIN  | 3:45,97    |
| …     |                  |      |            |
| 12    | Thomas Suter     | SUI  | 3:47,28    |

### 5000 m
| Platz | Athlet          | Land | Zeit (min) |
| ----- | --------------- | ---- | ---------- |
| 1     | Simone Zanon    | ITA  | 13:45,60   |
| 2     | Rachid Berradi  | ITA  | 13:47,08   |
| 3     | Sergei Lukin    | RUS  | 13:48,04   |
| 4     | Michail Jeginow | RUS  | 13:49,08   |
| 5     | Neil Caddy      | GBR  | 13:58,84   |
| 6     | Iván Sánchez    | ESP  | 14:00,68   |
| 7     | Serhij Lebid    | UKR  | 14:01,15   |
| 8     | Kris Bowditch   | GBR  | 14:07,13   |
| …     |                 |      |            |
| 16    | Carsten Schütz  | GER  | 14:38,81   |

### 10.000 m
| Platz | Athlet               | Land | Zeit (min) |
| ----- | -------------------- | ---- | ---------- |
| 1     | Rachid Berradi       | ITA  | 28:31,12   |
| 2     | Serhij Lebid         | UKR  | 28:39,71   |
| 3     | Simone Zanon         | ITA  | 28:56,33   |
| 4     | José Antonio Ramallo | ESP  | 29:22,70   |
| 5     | Sergei Lukin         | RUS  | 29:23,70   |
| 6     | Sorislaw Gapejenko   | BLR  | 29:27,36   |
| 7     | Jussi Virtanen       | FIN  | 29:34,84   |
| 8     | Dariusz Kruczkowski  | POL  | 29:40,29   |

### 20 km Gehen
| Platz | Athlet                     | Land | Zeit (min)  |
| ----- | -------------------------- | ---- | ----------- |
| 1     | Aigars Fadejevs            | LAT  | 1:19:58     |
| 2     | Francisco Javier Fernández | ESP  | 1:21:59     |
| 3     | Artur Meljaschkewitsch     | BLR  | 1:22:26     |
| 4     | Jewgeni Schmaljuk          | RUS  | 1:22:38     |
| 5     | Andreas Erm                | GER  | 1:22:55     |
| 6     | Anthony Gillet             | FRA  | 1:23:10 NUR |
| 7     | Lorenzo Civallero          | ITA  | 1:23:45     |
| 8     | Pawel Nikolajew            | RUS  | 1:24:25     |

### 110 m Hürden
| Platz | Athlet          | Land | Zeit (s)         |
| ----- | --------------- | ---- | ---------------- |
| 1     | Frank Busemann  | GER  | 13,54            |
| 2     | Sven Pieters    | BEL  | 13,56            |
| 3     | Andrei Kislych  | RUS  | 13,56            |
| 4     | Jérôme Crews    | GER  | 13,69            |
| 5     | Ross Baillie    | GBR  | 13,94            |
| 6     | Matti Niemi     | FIN  | 13,97            |
| 7     | Damien Greaves  | GBR  | 14,25            |
|       | Robert Kronberg | SWE  | DNF              |
| …     |                 |      |                  |
| …     | Ivan Bitzi      | SUI  | 14,68 Halbfinale |

Wind: +2,2 m/s

### 400 m Hürden
| Platz | Athlet             | Land | Zeit (min)    |
| ----- | ------------------ | ---- | ------------- |
| 1     | Lukáš Souček       | CZE  | 49,08         |
| 2     | Marcel Schelbert   | SUI  | 49,43         |
| 3     | Xavier Ravenet     | FRA  | 49,63         |
| 4     | Jiří Mužík         | CZE  | 50,18         |
| 5     | Thomas Goller      | GER  | 50,37         |
| 6     | Bartosz Gruman     | POL  | 50,55         |
| 7     | Marians Zigmunds   | LAT  | 51,13 NUR     |
| 8     | Alexander Beljajew | RUS  | 51,68         |
| …     |                    |      |               |
| …     | Sebastian Aryee    | GER  | 52,16 Qualif. |

### 3000 m Hindernis
| Platz | Athlet              | Land | Zeit (min) |
| ----- | ------------------- | ---- | ---------- |
| 1     | Luciano Di Pardo    | ITA  | 8:34,24    |
| 2     | Vincent Le Dauphin  | FRA  | 8:36,92    |
| 3     | Konstantin Tomskij  | RUS  | 8:37,81    |
| 4     | Domenico D’Ambrosio | ITA  | 8:41,37    |
| 5     | Christian Knoblich  | GER  | 8:42,26    |
| 6     | José Luis Blanco    | ESP  | 8:42,86    |
| 7     | Gaël Pencréach      | FRA  | 8:43,16    |
| 8     | Alexei Palaguschin  | RUS  | 8:44,87    |

### 4 × 100 m Staffel
| Platz | Land                   | Athleten                                                              | Zeit (s) |
| ----- | ---------------------- | --------------------------------------------------------------------- | -------- |
| 1     | Vereinigtes Königreich | Daniel Money Marlon Devonish Jamie Henthorn Julian Golding            | 38,99    |
| 2     | Polen                  | Marcin Krzywański Dariusz Adamczyk Piotr Balcerzak Ryszard Pilarczyk  | 39,27    |
| 3     | Deutschland            | Alexander Kosenkow Eduard Martin Patrick Weimer Uwe Eisenbeis         | 39,45    |
| 4     | Italien                | Francesco Scuderi Giulio Ibba Michele Paggi Alessandro Attene         | 39,71    |
| 5     | Frankreich             | Jérôme Éyana David Patros Ruddy Zami Sébastien Jamain                 | 39,74    |
| 6     | Russland               | Alexander Rodtschenko Sergei Bytschkow Leonard Korjukow Sergei Slukin | 40,55    |
| 7     | Schweden               | Niklas Broström Niklas Sjöstrand Mathias Krigh Peter Häggström        | 41,27    |
|       | Norwegen               | Kenneth Halhjem Thomas Mellin-Olsen Martin Blekkerud Vegar Hollås     | DNF      |

### 4 × 400 m Staffel
| Platz | Land                   | Athleten                                                        | Zeit (min)  |
| ----- | ---------------------- | --------------------------------------------------------------- | ----------- |
| 1     | Polen                  | Ryszard Pilarczyk Piotr Długosielski Jacek Bocian Piotr Haczek  | 3:03,07 NUR |
| 2     | Tschechien             | David Nikodým Lukáš Souček Jan Štefja Jiří Mužík                | 3:04,13 NUR |
| 3     | Deutschland            | Thomas Goller Maik Liebe Lars Figura Carlos Gachanja            | 3:04,32     |
| 4     | Frankreich             | Xavier Ravenet Philippe Bouche Marc Raquil Robert Loubli        | 3:04,80     |
| 5     | Vereinigtes Königreich | Clayton Archer Richard Knowles Nick Budden Mark Hylton          | 3:05,77     |
| 6     | Schweden               | Mattias Norling Johan Lannefors Björn Engström Jimisola Laursen | 3:07,27     |
| 7     | Italien                | Domenico Rao Andrea Longo Alessandro Attene Walter Pirovano     | 3:08,00     |
| 8     | Finnland               | Jouni Haatainen Kim Meller Jyrki Niemelä Petri Pohjonen         | 3:15,02     |

### Hochsprung
| Platz | Athlet          | Land | Höhe (m)     |
| ----- | --------------- | ---- | ------------ |
| 1     | Staffan Strand  | SWE  | 2,28         |
| 2     | Martin Buß      | GER  | 2,24         |
| 3     | Marcin Kaczocha | POL  | 2,24         |
| 4     | Iwan Wogul      | RUS  | 2,24         |
| 5     | Mustapha Raïfak | FRA  | 2,21         |
| 6     | Mika Polku      | FIN  | 2,18         |
| 6     | Szymon Kuźma    | POL  | 2,18         |
| 8     | Tomáš Ort       | CZE  | 2,18         |
| …     |                 |      |              |
| 15    | Roman Fricke    | GER  | 2,05 Qualif. |

### Stabhochsprung
| Platz | Athlet              | Land | Höche (m)    |
| ----- | ------------------- | ---- | ------------ |
| 1     | Jewgeni Smirjagin   | RUS  | 5,70         |
| 2     | Monxtu Miranda      | ESP  | 5,50         |
| 3     | Petr Špaček         | CZE  | 5,50         |
| 4     | Vesa Rantanen       | FIN  | 5,50         |
| 5     | Khalid Lachheb      | FRA  | 5,50         |
| 6     | Andrea Giannini     | ITA  | 5,40         |
| 7     | Pawel Burlatschenko | RUS  | 5,40         |
| 8     | Piotr Buciarski     | DEN  | 5,20         |
| 8     | Michel Gigandet     | SUI  | 5,20         |
| …     |                     |      |              |
| 14    | Hendrik Hübner      | GER  | 5,30 Qualif. |
| 14    | Danny Ecker         | GER  | 5,30 Qualif. |

### Weitsprung
| Platz | Athlet                  | Land | Weite (m)    |
| ----- | ----------------------- | ---- | ------------ |
| 1     | Carlos Calado           | POR  | 8,32         |
| 2     | Kirill Sosunow          | RUS  | 8,30         |
| 3     | Oleksij Lukaschewytsch  | UKR  | 8,09         |
| 4     | Bogdan Țăruș            | ROU  | 7,96         |
| 5     | Roman Schtschurenko     | UKR  | 7,94         |
| 6     | Diego Boschiero         | ITA  | 7,61         |
| 7     | Anastásios Makrinikólas | GRE  | 7,54         |
| 8     | Marko Rajic             | YUG  | 7,52         |
| …     |                         |      |              |
| 11    | Michael Hessek          | GER  | 7,47         |
| 14    | Martin Löbel            | AUT  | 7,34 Qualif. |

### Dreisprung
| Platz | Athlet               | Land | Weite (m) |
| ----- | -------------------- | ---- | --------- |
| 1     | Wjatscheslaw Taranow | RUS  | 16,95     |
| 2     | Marat Safiulin       | RUS  | 16,29     |
| 3     | Tayo Erogbobgo       | GBR  | 16,28     |
| 4     | Dmitri Wasiljew      | BLR  | 16,21     |
| 5     | Ronald Servius       | FRA  | 16,17     |
| 6     | Álvaro Bartolomé     | ESP  | 16,16     |
| 7     | Sergei Ismajlow      | UKR  | 16,02     |
| 8     | Colomba Fofana       | FRA  | 15,83     |
| …     |                      |      |           |
| 13    | Tobias Pöss          | GER  | 15,35     |

### Kugelstoßen
| Platz | Athlet              | Land | Weite (m) |
| ----- | ------------------- | ---- | --------- |
| 1     | Conny Karlsson      | FIN  | 19,48     |
| 2     | Gunnar Pfingsten    | GER  | 19,11     |
| 3     | Andreas Gustafsson  | SWE  | 19,09     |
| 4     | Ville Tiisanoja     | FIN  | 19,01     |
| 5     | Przemysław Zabawski | POL  | 18,72     |
| 6     | Andrej Michnewitsch | BLR  | 18,72     |
| 7     | Pavol Pankúch       | SCK  | 18,42     |
| 8     | Leif Dolonen Larsen | NOR  | 17,96     |
| 9     | René Sack           | GER  | 17,75     |

### Diskuswurf
| Platz | Athlet             | Land | Weite (m) |
| ----- | ------------------ | ---- | --------- |
| 1     | Andrzej Krawczyk   | POL  | 59,54     |
| 2     | Timo Sinervo       | FIN  | 57,20     |
| 3     | Kyrylo Tschuprynin | UKR  | 56,78     |
| 4     | Tolga Köseoglu     | GER  | 56,72     |
| 5     | Alexander Forst    | GER  | 56,44     |
| 6     | Róbert Fazekas     | HUN  | 55,60     |
| 7     | Roland Varga       | HUN  | 54,68     |
| 8     | Stefanos Konstas   | GRE  | 54,40     |

### Hammerwurf
| Platz | Athlet               | Land | Weite (m) |
| ----- | -------------------- | ---- | --------- |
| 1     | Iwan Zichan          | BLR  | 77,46     |
| 2     | Szymon Ziółkowski    | POL  | 73,68     |
| 3     | Mikalai Aulasewitsch | BLR  | 72,40     |
| 4     | Mikko Dannbäck       | FIN  | 70,48     |
| 5     | Roman Konewzow       | RUS  | 70,30     |
| 6     | Stefan Paukner       | GER  | 69,56     |
| 7     | Ihor Tuhaj           | UKR  | 68,96     |
| 8     | Edi Marioni          | ITA  | 68,00     |

### Speerwurf
| Platz | Athlet            | Land | Weite (m) |
| ----- | ----------------- | ---- | --------- |
| 1     | Pietari Skyttä    | FIN  | 81,58     |
| 2     | Matti Närhi       | FIN  | 80,72     |
| 3     | Christian Nicolay | GER  | 78,18     |
| 4     | Ēriks Rags        | LAT  | 78,12     |
| 5     | Igor Lisowski     | BLR  | 77,72     |
| 6     | Laurent Dorique   | FRA  | 74,84     |
| 7     | Dominique Pausé   | FRA  | 73,70     |
| 8     | Stuart Faben      | GBR  | 72,96     |
| …     |                   |      |           |
| 11    | Daniel Daub       | GER  | 70,72     |

### Zehnkampf
| Platz | Athlet                | Land | Punkte |
| ----- | --------------------- | ---- | ------ |
| 1     | Klaus Isekenmeier     | GER  | 7926   |
| 2     | Oleksandr Jurkow      | UKR  | 7888   |
| 3     | Pierre-Alexandre Vial | FRA  | 7866   |
| 4     | Attila Zsivoczky      | HUN  | 7804   |
| 5     | Robert Jung           | GER  | 7775   |
| 6     | Bart Bennema          | NED  | 7598   |
| 7     | Marc Magrans          | ESP  | 7471   |
| 8     | Martin Jelínek        | CZE  | 7341   |
| …     |                       |      |        |
| …     | Thomas Tebbich        | AUT  | DNF    |

## Ergebnisse Frauen

### 100 m
| Platz | Athletin           | Land | Zeit (s) |
| ----- | ------------------ | ---- | -------- |
| 1     | Nora Iwanowa       | BUL  | 11,50    |
| 2     | Esther Möller      | GER  | 11,53    |
| 3     | Marie-Joëlle Dogbo | FRA  | 11,54    |
| 4     | Manuela Levorato   | ITA  | 11,56    |
| 5     | Katia Benth        | FRA  | 11,56    |
| 6     | Tetjana Bonenko    | UKR  | 11,66    |
| 7     | Jelena Tischkowa   | RUS  | 11,79    |
| 8     | Wjara Georgiewa    | BUL  | 11,80    |

Wind: +1,6 m/s

### 200 m
| Platz | Athletin         | Land | Zeit (s)     |
| ----- | ---------------- | ---- | ------------ |
| 1     | Hana Benešová    | CZE  | 22,57        |
| 2     | Shanta Ghosh     | GER  | 22,80        |
| 3     | Katia Benth      | FRA  | 23,19        |
| 4     | Annemarie Kramer | NED  | 23,24        |
| 5     | Fabé Dia Longo   | FRA  | 23,29        |
| 6     | Tetjana Bonenko  | UKR  | 23,31        |
| 7     | Olga Maximowa    | RUS  | 23,87        |
| 8     | Natallja Salahub | BLR  | 23,93        |
| …     |                  |      |              |
| …     | Nancy Kette      | GER  | 24,13 Qualif |

Wind: +1,7 m/s

### 400 m
| Platz | Athletin            | Land | Zeit (s) |
| ----- | ------------------- | ---- | -------- |
| 1     | Allison Curbishley  | GBR  | 50,85    |
| 2     | Hana Benešová       | CZE  | 51,82    |
| 3     | Claudia Angerhausen | GER  | 53,45    |
| 4     | Larissa Bolenok     | RUS  | 53,79    |
| 5     | Brigita Langerholc  | SLO  | 53,80    |
| 6     | Riikka Niemelä      | FIN  | 54,06    |
| 7     | Heidi Suomi         | FIN  | 54,20    |
| 8     | Annamária Bori      | HUN  | 54,58    |

### 800 m
| Platz | Athletin             | Land | Zeit (min)     |
| ----- | -------------------- | ---- | -------------- |
| 1     | Iryna Lischtschynska | UKR  | 2:01,72        |
| 2     | Dorota Fiut          | POL  | 2:02,44        |
| 3     | Olga Gontscharowa    | RUS  | 2:02,72        |
| 4     | Claudia Gesell       | GER  | 2:03,76        |
| 5     | Virginie Fouquet     | FRA  | 2:04,39        |
| 6     | Judit Varga          | HUN  | 2:04,78        |
| 7     | Claudia Salvarani    | ITA  | 2:05,32        |
| 8     | Irina Krakoviak      | LTU  | 2:08,15        |
| …     |                      |      |                |
| …     | Brigitte Mühlbacher  | AUT  | 2:05,09 Qualif |
| …     | Peggy Müller         | GER  | 2:08,43 Qualif |

### 1500 m
| Platz | Athletin         | Land | Zeit (min) |
| ----- | ---------------- | ---- | ---------- |
| 1     | Andrea Šuldesová | CZE  | 4:13,92    |
| 2     | Lidia Chojecka   | POL  | 4:14,70    |
| 3     | Natalja Iwanowa  | UKR  | 4:15,43    |
| 4     | Oxana Beljakowa  | RUS  | 4:16,20    |
| 5     | Marta Domínguez  | ESP  | 4:16,95    |
| 6     | Brigitta Tusai   | HUN  | 4:17,17    |
| 7     | Doreen Walter    | GER  | 4:17,48    |
| 8     | Céline Rajot     | FRA  | 4:18,03    |

### 5000 m
| Platz | Athletin          | Land | Zeit (min) |
| ----- | ----------------- | ---- | ---------- |
| 1     | Oxana Beljakowa   | RUS  | 15:45,22   |
| 2     | Cristina Casandra | ROU  | 15:46,59   |
| 3     | Marta Domínguez   | ESP  | 15:49,96   |
| 4     | Annemari Sandell  | FIN  | 15:50,94   |
| 5     | Jeļena Prokopčuka | LAT  | 15:55,74   |
| 6     | Ingvild Larsen    | NOR  | 15:56,92   |
| 7     | Galina Bogomolowa | RUS  | 15:58,60   |
| 8     | Jenny Framme      | SWE  | 16:10,95   |

### 10.000 m
| Platz | Athletin           | Land | Zeit (min) |
| ----- | ------------------ | ---- | ---------- |
| 1     | Olivera Jevtić     | YUG  | 32:44,22   |
| 2     | Annemari Sandell   | FIN  | 32:48,57   |
| 3     | Stine Larsen       | NOR  | 33:11,09   |
| 4     | Anikó Kálovics     | HUN  | 33:27,41   |
| 5     | Swetlana Bajgulowa | RUS  | 33:29,05   |
| 6     | Jeļena Prokopčuka  | LAT  | 33:41,51   |
| 7     | Galina Bogomolowa  | RUS  | 33:48,42   |
| 8     | Sonja Deckers      | BEL  | 33:54,22   |

### 10 km Gehen
| Platz | Athletin            | Land | Zeit (min) |
| ----- | ------------------- | ---- | ---------- |
| 1     | Olga Panfjorowa     | RUS  | 43:33      |
| 2     | María Vasco         | ESP  | 44:01      |
| 3     | Susana Feitor       | POR  | 44:26      |
| 4     | Walentina Sawtschuk | UKR  | 44:26      |
| 5     | Sofia Avoila        | POR  | 45:48      |
| 6     | Eva Pérez           | ESP  | 46:05      |
| 7     | Mónika Pesti        | HUN  | 46:20      |
| 8     | Melanie Seeger      | GER  | 46:24      |

### 100 m Hürden
| Platz | Athletin            | Land | Zeit (s)     |
| ----- | ------------------- | ---- | ------------ |
| 1     | Irina Korotja       | RUS  | 12,97        |
| 2     | Diane Allahgreen    | GBR  | 13,03        |
| 3     | Johanna Halkoaho    | FIN  | 13,35        |
| 4     | Aurelia Trywiańska  | POL  | 13,50        |
| 5     | Sandra Turpin       | POR  | 13,53        |
| 6     | Evelina Peltola     | FIN  | 13,56        |
| 7     | Natalja Dawidenko   | RUS  | 13,82        |
|       | Jelena Owtscharowa  | UKR  | DNF          |
| …     |                     |      |              |
| …     | Nadia Piller-Waeber | SUI  | 13,70 Qualif |
| …     | Alexandra Keil      | GER  | 13,96 Qualif |

Wind: +1,9 m/s

### 400 m Hürden
| Platz | Athletin            | Land | Zeit (min) |
| ----- | ------------------- | ---- | ---------- |
| 1     | Rikke Rønholt       | DEN  | 57,22      |
| 2     | Vicki Jamison       | GBR  | 57,43      |
| 3     | Małgorzata Pskit    | POL  | 57,68      |
| 4     | Lara Rocco          | ITA  | 57,88      |
| 5     | Orsolya Dóczi       | HUN  | 58,41      |
| 6     | Anastasia Lemechowa | RUS  | 58,68      |
| 7     | Cornelia Spycher    | SUI  | 59,28      |
| 8     | Dagmar Votočková    | CZE  | 59,37      |

### 4 × 100 m Staffel
| Platz | Land        | Athletinnen                                                          | Zeit (s) |
| ----- | ----------- | -------------------------------------------------------------------- | -------- |
| 1     | Deutschland | Esther Möller Shanta Ghosh Nancy Kette Silke Eichmann                | 43,94    |
| 2     | Russland    | Jelena Tischkowa Irina Korotja Olga Maximowa Julija Wertjanowa       | 44,41    |
| 3     | Italien     | Elena Apollonio Elena Sordelli Manuela Grillo Manuela Levorato       | 44,73    |
| 4     | Schweden    | Sofi Hildenborg Victoria Gunnarsson Camilla Johansson Annika Amundin | 45,17    |
|       | Frankreich  | Doris Deruel Sandra Citté Marie Joëlle Dogbo Katia Benth             | DNF      |

### 4 × 400 m Staffel
| Platz | Land                   | Athletinnen                                                           | Zeit (min) |
| ----- | ---------------------- | --------------------------------------------------------------------- | ---------- |
| 1     | Vereinigtes Königreich | Vicki Jamison Joanne Sloane Jeina Mitchell Allison Curbishley         | 3:32,81    |
| 2     | Deutschland            | Nicole Marahrens Shanta Ghosh Claudia Gesell Claudia Angerhausen      | 3:33,77    |
| 3     | Tschechien             | Jitka Burianová Eva Kasalová Andrea Šuldesová Hana Benešová           | 3:33,83    |
| 4     | Finnland               | Kirsi Kemppainen Riikka Niemelä Marika Engdal Heidi Suomi             | 3:34,88    |
| 5     | Russland               | Tatjana Lewina Ljudmila Gontscharowa Larissa Bolenok Irina Rossichina | 3:35,21    |
| 6     | Ungarn                 | Alice Kun Judit Varga Orsolya Dóczi Annamária Bori                    | 3:35,89    |
| 7     | Italien                | Federica Selis Lara Rocco Claudia Salvarani Manuela Caddeo            | 3:36,94    |

### Hochsprung
| Platz | Athletin         | Land | Höhe (m) |
| ----- | ---------------- | ---- | -------- |
| 1     | Julija Ljachowa  | RUS  | 1,97     |
| 2     | Kajsa Bergqvist  | SWE  | 1,93     |
| 3     | Daniela Rath     | GER  | 1,91     |
| 4     | Amewu Mensah     | GER  | 1,91     |
| 5     | Emelie Färdigh   | SWE  | 1,88     |
| 6     | Wita Stjopina    | UKR  | 1,85     |
| 6     | Olga Kitschanowa | RUS  | 1,85     |
| 8     | Marta Mendía     | ESP  | 1,80     |
| 8     | Lina Pöldots     | EST  | 1,80     |

### Stabhochsprung
| Platz | Athletin          | Land | Höche (m) |
| ----- | ----------------- | ---- | --------- |
| 1     | Ester Szemeredi   | HUN  | 4,10      |
| 2     | Janet Zach        | GER  | 4,05      |
| 3     | Sabine Schulte    | GER  | 3,80      |
| 3     | Monique de Wilt   | NED  | 3,80      |
| 5     | Rhian Clark       | GBR  | 3,80      |
| 6     | Julija Zigankowa  | RUS  | 3,80      |
| 7     | Šárka Mládková    | CZE  | 3,70      |
| 8     | Louise Brændstrup | DEN  | 3,70      |
| …     |                   |      |           |
| 13    | Petra Kratky      | AUT  | 3,40      |

### Weitsprung
| Platz | Athletin          | Land | Weite (m) |
| ----- | ----------------- | ---- | --------- |
| 1     | Tatjana Kotowa    | RUS  | 6,57      |
| 2     | Cristina Nicolau  | ROU  | 6,43      |
| 3     | Sofia Schulte     | GER  | 6,39      |
| 4     | Heli Koivula      | FIN  | 6,33      |
| 5     | Stephanie Hort    | GER  | 6,27      |
| 6     | Irina Melnikowa   | RUS  | 6,26      |
| 7     | Camilla Johansson | SWE  | 6,24      |
| 8     | Sarah Gautreau    | FRA  | 6,21      |

### Dreisprung
| Platz | Athletin                | Land | Weite (m) |
| ----- | ----------------------- | ---- | --------- |
| 1     | Cristina Nicolau        | ROU  | 14,22     |
| 2     | Anja Valant             | SLO  | 13,98     |
| 3     | Heli Koivula            | FIN  | 13,88     |
| 4     | Cosmina Boaje           | ROU  | 13,72     |
| 5     | Tatjana Drosdowa        | RUS  | 13,67     |
| 6     | Anna Rodowitsch         | UKR  | 13,47     |
| 7     | Olha Bojko              | UKR  | 13,43     |
| 8     | Natallja Kostjutschenko | BLR  | 13,25     |

### Kugelstoßen
| Platz | Athletin             | Land | Weite (m) |
| ----- | -------------------- | ---- | --------- |
| 1     | Nadine Kleinert      | GER  | 18,27     |
| 2     | Corrie de Bruin      | NED  | 18,06     |
| 3     | Janina Karoltschyk   | BLR  | 17,98     |
| 4     | Olga Rjabinkina      | RUS  | 17,56     |
| 5     | Katarzyna Żakowicz   | POL  | 17,45     |
| 6     | Lieja Koeman         | NED  | 16,82     |
| 7     | Martína de la Puente | ESP  | 16,72     |
| 8     | Jelena Klotschichina | RUS  | 16,50     |
| …     |                      |      |           |
| 11    | Nadine Kant          | GER  | 15,51     |

### Diskuswurf
| Platz | Athletin           | Land | Weite (m) |
| ----- | ------------------ | ---- | --------- |
| 1     | Corrie de Bruin    | NED  | 57,72     |
| 2     | Kathleen Hering    | GER  | 56,78     |
| 3     | Janina Karoltschyk | BLR  | 56,36     |
| 4     | Olga Rjabinkina    | RUS  | 56,06     |
| 5     | Anna Russakowa     | RUS  | 55,28     |
| 6     | Lieja Koeman       | NED  | 54,62     |
| 7     | Katja Tenhonen     | FIN  | 53,22     |
| 8     | Wolha Zander       | BLR  | 52,52     |
| …     |                    |      |           |
| 10    | Nadine Kant        | GER  | 50,58     |

### Hammerwurf
| Platz | Athletin           | Land | Weite (m) |
| ----- | ------------------ | ---- | --------- |
| 1     | Mihaela Melinte    | ROU  | 70,26     |
| 2     | Simone Mathes      | GER  | 64,38     |
| 3     | Lyn Sprules        | GBR  | 61,70     |
| 4     | Cristina Fechita   | ROU  | 60,88     |
| 5     | Kirsten Münchow    | GER  | 58,86     |
| 6     | Weronika Uschakowa | RUS  | 58,64     |
| 7     | Marina Sawizkaja   | BLR  | 57,38     |
| 8     | Irina Kusnezowa    | RUS  | 56,98     |

### Speerwurf
| Platz | Athletin             | Land | Weite (m) |
| ----- | -------------------- | ---- | --------- |
| 1     | Taina Uppa           | FIN  | 56,48     |
| 2     | Alina Serdjuk        | BLR  | 55,56     |
| 3     | Merja Pitkänen       | FIN  | 55,24     |
| 4     | Kirsty Morrison      | GBR  | 54,14     |
| 5     | Evfemija Štorga      | SLO  | 53,36     |
| 6     | Oxana Dudlina        | RUS  | 52,36     |
| 7     | Carmen Filip         | ROU  | 52,12     |
| 8     | Vigdís Guðjónsdóttir | ISL  | 52,10     |

### Siebenkampf
| Platz | Athletin              | Land | Punkte  |
| ----- | --------------------- | ---- | ------- |
| 1     | Kathleen Gutjahr      | GER  | 6130 PB |
| 2     | Julija Akulenko       | UKR  | 6117 PB |
| 3     | Diana Korizkaja       | RUS  | 6014    |
| 4     | Jelisaweta Schaligina | RUS  | 5937    |
| 5     | Ljudmyla Kowaljowa    | UKR  | 5833 PB |
| 6     | Annelies de Meester   | BEL  | 5777 PB |
| 7     | Enikõ Kiss            | HUN  | 5623 PB |
| 8     | Julie Hollman         | GBR  | 5595 PB |
| …     |                       |      |         |
| 12    | Inga Leiwesmeier      | GER  | 5526    |

## Medaillenspiegel
| Medaillenspiegel(Endstand nach 43 Entscheidungen) | Medaillenspiegel(Endstand nach 43 Entscheidungen) | Medaillenspiegel(Endstand nach 43 Entscheidungen) | Medaillenspiegel(Endstand nach 43 Entscheidungen) | Medaillenspiegel(Endstand nach 43 Entscheidungen) | Medaillenspiegel(Endstand nach 43 Entscheidungen) |
| Platz                                             | Land                                              | Gold                                              | Silber                                            | Bronze                                            | Gesamt                                            |
| ------------------------------------------------- | ------------------------------------------------- | ------------------------------------------------- | ------------------------------------------------- | ------------------------------------------------- | ------------------------------------------------- |
| 01                                                | Russland                                          | 7                                                 | 3                                                 | 5                                                 | 15                                                |
| 02                                                | Deutschland                                       | 5                                                 | 8                                                 | 7                                                 | 20                                                |
| 03                                                | Vereinigtes Königreich                            | 5                                                 | 2                                                 | 3                                                 | 10                                                |
| 04                                                | Italien                                           | 4                                                 | 2                                                 | 2                                                 | 8                                                 |
| 05                                                | Finnland                                          | 3                                                 | 3                                                 | 3                                                 | 9                                                 |
| 06                                                | Tschechien                                        | 3                                                 | 2                                                 | 2                                                 | 7                                                 |
| 07                                                | Polen                                             | 2                                                 | 5                                                 | 4                                                 | 11                                                |
| 08                                                | Rumänien                                          | 2                                                 | 2                                                 | 1                                                 | 5                                                 |
| 09                                                | Spanien                                           | 1                                                 | 4                                                 | 1                                                 | 6                                                 |
| 010                                               | Ukraine                                           | 1                                                 | 3                                                 | 3                                                 | 7                                                 |
| 011                                               | Belarus                                           | 1                                                 | 1                                                 | 4                                                 | 6                                                 |
| 12                                                | Niederlande                                       | 1                                                 | 1                                                 | 1                                                 | 3                                                 |
| 12                                                | Portugal                                          | 1                                                 | 1                                                 | 1                                                 | 3                                                 |
| 12                                                | Schweden                                          | 1                                                 | 1                                                 | 1                                                 | 3                                                 |
| 15                                                | Bulgarien                                         | 1                                                 | 0                                                 | 0                                                 | 1                                                 |
| 15                                                | Dänemark                                          | 1                                                 | 0                                                 | 0                                                 | 1                                                 |
| 15                                                | Griechenland                                      | 1                                                 | 0                                                 | 0                                                 | 1                                                 |
| 15                                                | Lettland                                          | 1                                                 | 0                                                 | 0                                                 | 1                                                 |
| 15                                                | Ungarn                                            | 1                                                 | 0                                                 | 0                                                 | 1                                                 |
| 15                                                | BR Jugoslawien                                    | 1                                                 | 0                                                 | 0                                                 | 1                                                 |
| 021                                               | Schweiz                                           | 0                                                 | 2                                                 | 0                                                 | 2                                                 |
| 022                                               | Frankreich                                        | 0                                                 | 1                                                 | 4                                                 | 5                                                 |
| 023                                               | Belgien                                           | 0                                                 | 1                                                 | 1                                                 | 2                                                 |
| 024                                               | Slowenien                                         | 0                                                 | 1                                                 | 0                                                 | 1                                                 |
| 025                                               | Norwegen                                          | 0                                                 | 0                                                 | 1                                                 | 1                                                 |
| Gesamt                                            | Gesamt                                            | 43                                                | 43                                                | 44                                                | 130                                               |